# Giovanni Maria Bernardoni
Giovanni Maria Bernardoni (Laino, 1541 – Cracovia, 1605) è stato un gesuita e architetto italiano, che ha lavorato gran parte della sua vita in Polonia e nel Granducato di Lituania.

## Biografia
Giovanni Maria Bernardoni nato a Cagno, lavorò come muratore fino all'età di ventitré anni e poi andò a Roma nel 1564 per unirsi all'ordine dei Gesuiti e diventare un architetto. L'Ordine lo mandò a costruire la chiesa principale dell'Ordine, la Chiesa del Gesù, dove lavorò per sei anni.
L'architettura del Gesù lo impressionò ed elementi della chiesa si possono trovare in molti edifici di Bernardoni. La costruzione era la supervisione dell'architetto italiano e padre gesuita Giovanni Tristano. Dal 1571 Bernardoni lavorò alla costruzione di chiese in Abruzzo, a Milano, a Firenze e a Napoli. Intorno al 1578 Bernardoni lavorò in Sardegna, dove in particolare partecipò alla costruzione della chiesa di San Michele a Cagliari e della Chiesa di Santa Caterina a Sassari.
Nel 1583, il Superiore Generale dell'Ordine dei Gesuiti lo mandò nel Granducato di Lituania perché il Gran Maresciallo della Lituania Mikołaj Krzysztof Radziwiłł aveva chiesto un architetto. Ma Bernardoni fu fermato dal rettore del collegio gesuita di Danzica, Christopher Warschewizki, quando arrivò a Lublino. Bernardoni trascorse tre anni contribuendo a costruire la scuola dei gesuiti e le chiese di Poznań e Kalisz, nonché il restauro del monastero dell'Ordine del Salvatore a Danzica.

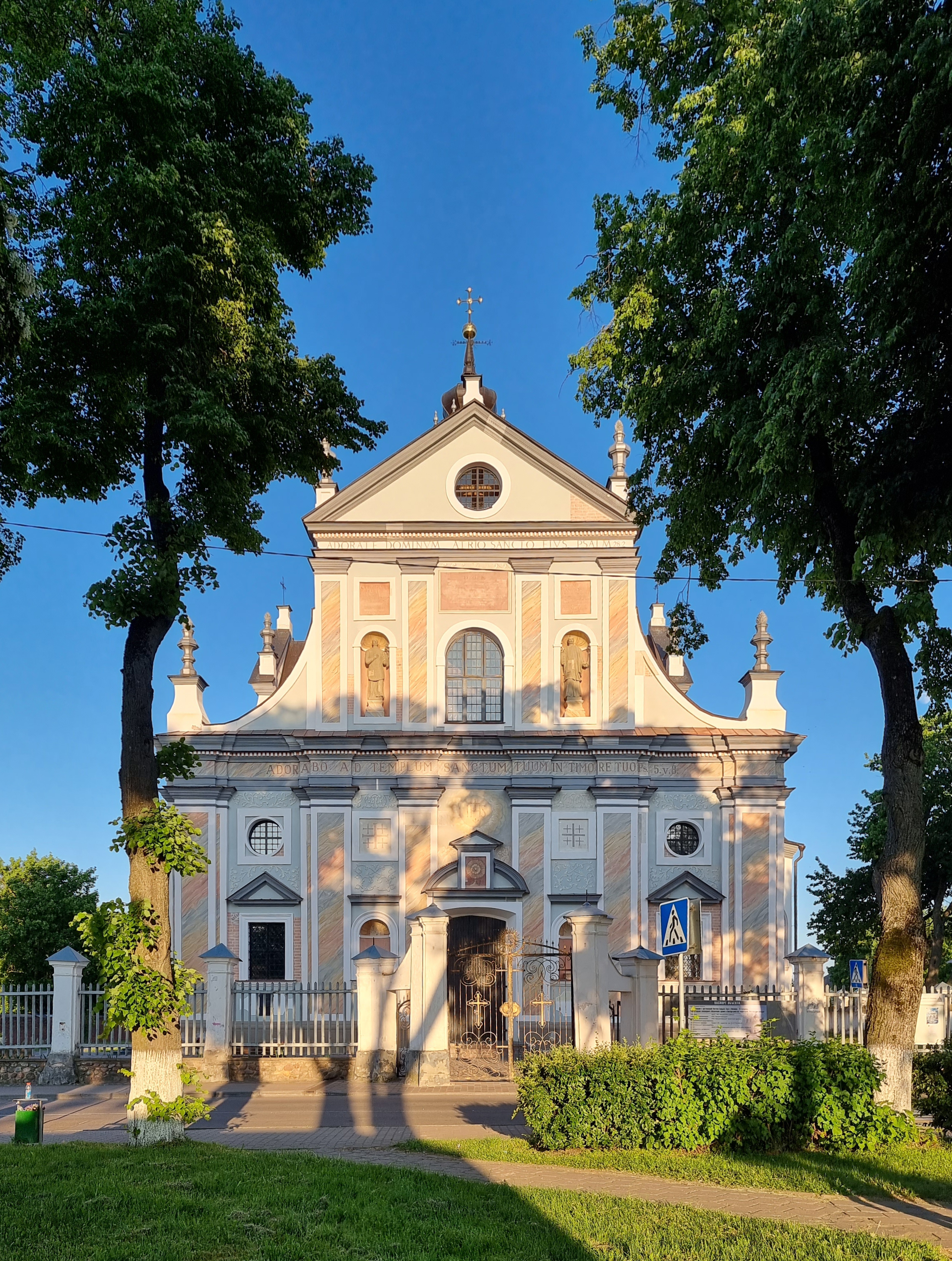
La chiesa del Corpus Domini a Njasviž

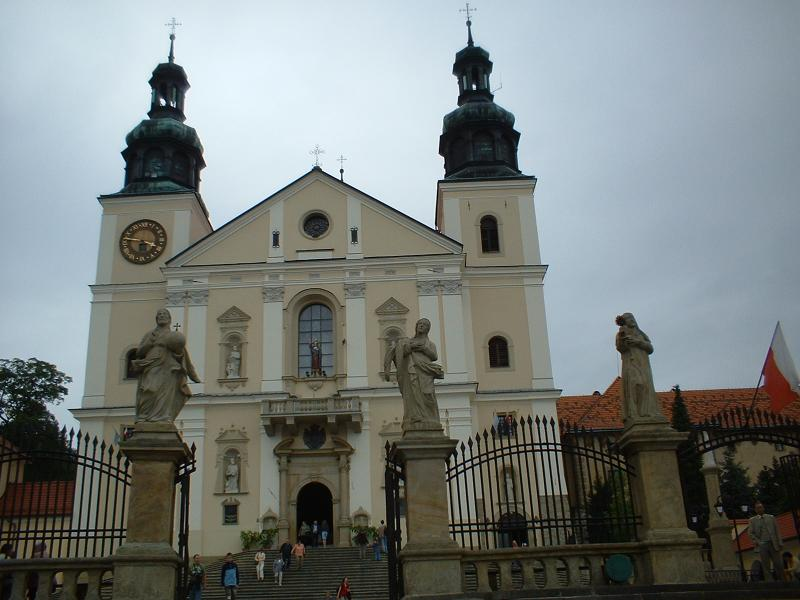
La chiesa di san Bernardo a Kalwaria Zebrzydowska

Dopo che Radziwiłł aveva richiesto di nuovo all'Ordine dei Gesuiti un architetto, Bernardoni arrivò nel 1586 a Njasviž, dove rimase per 13 anni. L'architetto supervisionò i lavori della scuola gesuita di Njasviž, che era stata appena iniziata. Il progetto era stato progettato a Roma da Giovanni De Rosis e Bernardoni dovette solo apportare piccole correzioni. Inoltre, progettò la costruzione della chiesa dei Gesuiti nella città e controllò anche l'esecuzione fino al suo completamento nel 1593.
La chiesa dei Gesuiti di Njasviž è la prima chiesa barocca nell'area Polonia-Lituania.
Dopo il completamento della chiesa di Njasviž, Bernardoni andò a Cracovia nel 1599 per assistere ai lavori di costruzione della Chiesa di San Pietro e Paolo. 
Sono inoltre suoi i progetti del monastero di San Bernardo a Kalwaria Zebrzydowska e della chiesa di San Casimiro a Vilnius. Nel 1605 crollarono parti della chiesa di San Pietro e Paolo perché le fondamenta stavano cedendo. Questo tuttavia era dovuto al lavoro di un altro architetto. Bernardoni ordinò che le fondamenta fossero interrate e che i muri fossero rafforzati. Morì poco prima del completamento dei lavori nel 1605.

## Opere
- 1579-1609 Chiesa di Santa Caterina (Sassari) a Sassari
- 1592–1617: Cattedrale di San Giovanni Battista a Lublino
- 1587–1593: Chiesa del Corpus Domini a Njasviž
- 1597–1619: Chiesa dei Santi Pietro e Paolo in Cracovia
- 1603–1609: Chiostro e basilica di santa Maria a Kalwaria Zebrzydowska